# Guigues Ier de Forez
Pour les articles homonymes, voir Guigues Ier et Guigues.
Guigues Ier ou Guy Ier († après 1137), comte de Lyon et du Forez (1107-1138), issu de la maison d'Albon.

## Biographie
Guigues ou Guy Ier d'Albon est le fils de Guigues Raymond d'Albon et de Ita Raymonde de Forez (1095 -26 ou 27 octobre 1138).
Jean-Marie de La Mure, dans l'Histoire des Comtes de Forez (1909), indiquait que « Guigues ou Guy Ier… comte de Lyon et de Forez » était le fils de Guigues Raymond et de son épouse Raymonde Ita, se référant à une donation à l'abbaye de Cluny, datée de 1137, pour les âmes de « son père Guigues ledit surnommé Raymond et… sa femme ladite Ide surnommée Raymonde ». Il ne cite pourtant pas la charte en question, ni de source précise, à l'exception des « sieurs du Bouchet, d'Hozier et Guichenon ». Cette charte est absente du cartulaire de Cluny, édité par Auguste Bernard et Bruel. Elle a donc vraisemblablement disparu depuis.
L'origine de la famille de Guy / Guigues semble confirmée par une autre charte, datée de 1173, citée également par La Mure, également sans fournir de source, en vertu de laquelle son petit-fils « Guigues » fait don a Vienna usque ad Antonem et usque Burgundium à l'église de Lyon.
Guiguo comes Forensis est écrit dans une donation à Montbrison par une charte non datée. La nécrologie des chartes de Savigny donne la mort VI Kal Nov de Guigo comes Forensis qui ecclesie nostra dedit _ _ _ s forcium annuales… La nécrologie de Saint-Thomas-en-Forez enregistre la mort VII Kal Nov de Guigo comes Forensis.
Son père Guigues Raymond est lui-même fils de Guigues II d'Albon, lui-même fils de Guigues Ier d'Albon (dit Guigues « le Vieux ») (v.1000-1070) ; ancêtres des futurs dauphins de Viennois.

## Mariage et descendance
Guigues épouse Sibille/Sybille, dame de Beaujeu (domina Sibilla Bellijoci), fille de Guichard III, seigneur de Beaujeu et de Lucienne de Rochefort. Sa filiation et le mariage sont tirés de la charte datée de 1170 en vertu de laquelle Humbertus de Bellojoco, avait confirmé que "Guigues comes Forensis nepos meus" avait renoncé à revendiquer sa souveraineté sur l'abbaye de Savigny.
Guy Ier et son épouse ont eu au moins deux enfants dont Guigues II, qui lui succéda.

## Pèlerinage
Guigues Ier (dit Le Vieux) est probablement cité par l'abbé Pierre Gioffredo (1629-1692)[réf. nécessaire] dans son Histoire des Alpes Maritimes, pour avoir entrepris, en 1073, un pèlerinage vers Oulx, sur les pentes du Montgenèvre, à l'occasion de la dédicace de la nouvelle église d'Oulx. Tombé malade en chemin, à Briançon, il légua, en remerciement pour sa guérison, une partie de ses possessions sises dans le diocèse d'Oulx à la nouvelle église. Le legs, intégralement retranscrit dans l'Histoire des Alpes Maritimes, était conservé, du temps de Gioffredo, au cartulaire de l'église de Sainte-Marie de Suse, en Piémont. Toutefois, la date de 1073 pose un problème chronologique car un autre document, daté cette fois de l'année 1005, confirmerait cette donation. Gioffredo, qui note l'anachronisme, penche pour une erreur commise par les chroniqueurs et confirme la date de 1073.[réf. nécessaire]